# Верхняя Лукавка
Ве́рхняя Лука́вка — село Петровского сельсовета Грязинского района Липецкой области. Находится невдалеке от границы с Петровским районом Тамбовской области. Есть кладбище.

## История
Известно по документам с 1782 года; тогда оно отмечалось как селение крестьян-однодворцев. Село находится в верховье реки Лукавки (или Лукавченки), от которой получило название.
По сведениям 1862 года в казённой деревне Верхняя Лукавка (Смыголовка) II стана Липецкого уезда Тамбовской губернии проживало 302 жителя (144 мужчины, 158 женщин) в 42 дворах.
По данным начала 1883 года в деревне Ивановской волости Липецкого уезда проживало 393 бывших государственных крестьянина (203 мужчины и 190 женщин) в 62 домохозяйствах; земля находилась в общем владении с селом Средняя Лукавка. В деревне было 150 лошадей, 134 головы КРС, 981 овца и 38 свиней. Имелось 3 промышленных, 1 питейное и 1 торговое заведения. Было 12 грамотных мужчин.
По данным переписи 1897 года в деревне Верхняя Лукавка (Смыгловка) проживало 524 жителя (250 мужчин и 274 женщины), все были православными.
В 1906 году построена деревянная церковь Космы и Дамиана, в декабре 1909 года открыт церковный приход (до этого деревня относилась к приходу Средней Лукавки. В 1911 году в селе было 66 дворов великороссов-земледельцев, проживало 340 душ мужского пола. В штате церкви состояли священник и псаломщик; ей принадлежало 33 десятины земли.
В 1914 году — 690 жителей (350 мужчин, 340 женщин), которым принадлежало 579 десятин земли; имелась церковно-приходская школа.
По переписи 1926 года в селе Верхняя Лукавка (Смыголовка) Грязинской волости Липецкого уезда был 141 двор русских и 806 жителей (383 мужчины, 423 женщины).
До войны в селе насчитывалось 106 дворов.

## Население
| 2009 | 2010 | 2013 |
| ---- | ---- | ---- |
| 12   | ↘8   | →8   |

В 2002 году население села составляло 1 человек, русский.
В 2010 году — 8 жителей (5 мужчин, 3 женщины).